# Список игр по мотивам «Сейлор Мун»
Компьютерные игры под маркой «Сейлор Мун», и консольные и аркадные, выпускались в Японии во время пика популярности франшизы. К 1998 году было выпущено 20 игр. Выпущенные к 1995 году игры имели продажи порядка 200—300 тысяч. Эти игры никогда не выпускались за пределами Японии, за единственным исключением Bishoujo Senshi Sailor Moon, разработанной Angel и в 1994 году выпущенной во Франции. Найти игры в других странах можно лишь через интернет и в виде ROM'ов.
Компания Bandai спродюсировала небольшое число игр с маркой «Сейлор Мун», но в основном их разработкой занималась компания «Angel». Первые игры были выполнены в жанре «избей их всех», тогда как более поздние представляли собой уникальные головоломки, а затем и просто классические файтинги. Another Story стала единственной выделяющейся из всех игрой, являясь ролевой. Также персонажи серии — сама Сейлор Мун и Сейлор Малышка — имеются в игре Panic in Nakayoshi World, выполненной в стиле головоломок наподобие Adventures of Lolo, среди прочих персонажей манг журнала Nakayoshi.
Большинство игр вышло для приставки Super Famicom, позже первая из них была портирована на Sega Mega Drive. Также было создано несколько отдельных файтингов для игровых автоматов. В дополнение две игры были произведены для Game Boy (Sailormoon и Sailormoon R), а также одна — для Game Gear (Sailormoon S).
Первый файтинг в серии был выпущен для 3DO. Но так как приставка 3DO плохо продавалась за пределами Японии, игра оказалась незамеченной для большинства поклонников. Созданная самой Bandai в противовес Angel, эта игра была существенно другой. Последние файтинги вышли для Sega Saturn и Sony PlayStation.
Последняя игра того периода, связанная с «Сейлор Мун», вышла в ноябре 2001 года и называлась Happy Chibiusa World. Кроме того в США была выпущена компьютерная игра The 3D Adventures of Sailor Moon, представляющая собой компиляцию мини-игр. Кроме названия и оформления, мини-игры не имели ничего общего с серией.

## Sailor Moon (Angel) 1993

Скриншот игрового процесса для платформы SNES

Sailor Moon (美少女戦士セーラームーン, Бисё:дзё Сэ:нси Сэ:ра: Му:н) — аркадная игра в жанре beat 'em up, разработанная Angel в 1993 году и портированная на Super Nintendo Entertainment System. В 1994 году она была переведена на французский. Версия для Sega Mega Drive была разработана и выпущена Ma-Ba, хотя некоторые элементы, бывшие в версии для Famicom, перенесены не были. Сюжет игры имеет место во время первой сюжетной арки «Сейлор Мун» и игроки управляют одной или двумя из пяти героинь (внутренние воины и Сейлор Мун). Каждому воину доступна своя последовательность ударов, три атаки с воздуха (нейтральная, в движении вперёд/назад, вниз).
Игра делится на пять сцен:
- Латинский квартал (босс: Бакэнэ[4])
- Парк развлечений (босс: Муридо[5])
- Секретный механизм (босс: Зойсайт, изображающий Сейлор Мун)
- Северный полюс (босс: Кунсайт)
- Тёмное королевство (боссы: принц Эндимион и Королева Погибель)

Примечание: Если игру проходить в лёгком режиме сложности, то доступны будут только 1 и 2 сцена, а в конце будет просто статическая картинка с воинами и Усаги в образе принцессы без музыки.
Пять героинь это:
- Сейлор Мун — Усаги Цукино; её особая атака — Лунная диадема
- Сейлор Меркурий — Ами Мидзуно; её атака — Мыльный дождь. Она быстрее других воинов, но атака у неё короче. У неё есть движение, при котором она может швырять врагов в землю, заставляя уровень дрожать.
- Сейлор Марс — Рэй Хино; по умолчанию она атакует пинками, которые сильнее, чем её удары. Её особая атака — Дух огня.
- Сейлор Юпитер — Макото Кино; её особая атака — Дух грома. Она сильнее других воинов, но обладает меньшей «скорострельностью».
- Сейлор Венера — Минако Аино; единственная из воинов, использующая оружие (цепь) в бою — её особая атака: Луч полумесяца. Ей сложнее всего управлять, но её цепь позволяет атаковать издалека, не подпуская врага к себе.

Врагами воинов являются в основном монстры Тёмного королевства из аниме, но если на экране появляется больше, чем один за раз, то другие будут раскрашены в иные цвета:
- Акан[6]
- Кранэ Арасино Джо[7]
- Гаробэн[8]
- Дзюмэа[9]
- Дзидзи[10]
- Щенок Чиффон (уникален для игры)
- Клоун (уникален для игры)
- Магичка (уникален для игры)

После каждой сцены появлялся Такседо Маск, оценивая выступление каждого из воинов. В версии Mega Drive присутствуют большинство из сцен с SNES, но некоторые были вырезаны. Также отличаются битвы с боссами и появляется новый секретный финальный босс, королева Металия, доступный только в сложном режиме прохождения. Также в версии на Sega отсутствует музыка из SNES за исключением главной тематической композиции на стартовом экране, также у каждого из боссов звучит своя мелодия, а не общая тема для всех. Игра имеет различные финалы для каждого из персонажей.

## Sailor Moon R (Bandai) 1993
Сиквел предыдущей игры, в котором появляется новый игровой персонаж, Малышка. В отличие от других игр «Сейлор Мун» Sailor Moon R была разработана и издана Bandai, а не Angel. Спрайты предыдущей игры были изменены и более детализированы, добавлено большее количество кадров в анимацию. Как и в версии Mega Drive предыдущей игры, у каждого босса своя музыкальная тема. При игре в сложном режиме в конце будут небольшие изменения, включающие появление Сейлор Плутон.
Игра состоит из четырёх уровней:
- Культурный Фестиваль академии (Босс: Изумруд)
- Фэнтезийный аттракцион (Босс: Сапфир)
- Кристальный Токио (Босс: Рубиус)
- Планета Немезис (Босс: принц Алмаз)

Другое отличие от первой игры состоит в том, что появилась специальная атака, при применении которой игроком уничтожаются все враги на экране.

## Bishoujo Senshi Sailor Moon S — Jougai Rantou!? Shuyaku Soudatsusen (Angel) 1994
Pretty Soldier Sailor Moon S — Jougai Rantou!? Shuyaku Soudatsusen — файтинг, разработанный и изданный Angel. Был выпущен в декабре 1994 года. В игре доступно три типа игры: одиночное прохождение (сюжетный режим), режим турнира и «игрок против игрока», в которых доступны все воины, включая внешних. Единственный воин, не представленный в игре — Сейлор Сатурн.

## Bishoujo Senshi Sailor Moon S (Bandai) 1995
Pretty Soldier Sailor Moon S — 2D-файтинг для 3DO Interactive Multiplayer, в котором представлено 9 сейлор воинов (отсутствует Сейлор Сатурн). Игра основана на третьем сезоне, Sailor Moon S («Сейлор Мун — супервоин» в российском показе). Каждый воин имеет свои специальные атаки. Камера игры во время битвы может приближаться и отдаляться от бойцов. В начальной заставке комбинируются спрайты и трёхмерная анимация.

## Pretty Soldier Sailor Moon (Gazelle/Banpresto) 1995
Pretty Soldier Sailor Moon — аркадная игра 1995 года в жанре beat 'em up, разработанная Gazelle (одно из ответвлений разработчика шутеров Toaplan) и опубликованная Banpresto в марте 1995 года. Игра описывается, как beat 'em up, вдохновлённый Final Fight компании Capcom. Её дизайн был разработан Дзюнъей Иноуэ, также работавшим над Knuckle Bash, другой игрой жанра beat 'em up по Final Fight.

### Геймплей
Игрок управляет одним из пяти воинов в матроске. У каждого из них есть свои уникальные последовательности приёмов и свои особые атаки. Специальные атаки могут быть открыты только после сбора кристальных жетонов в ходе игры. В основном бой идёт кулаками, а не магией. Игрок может сражаться против вплоть до 12 врагов одновременно. В роли противников выступают злодеи из аниме.

### Разработчики
- Под контролем Наоко Такэути, Фумио Осано
- Исполнительный продюсер: Кисабуро Хигаси
- Продюсер: Дзяан Сато
- Режиссёр: Хироюки Фудзимото
- Художественный директор: Сатоси Иватаки
- Помощник художественного директора: Тосинобу Комадзава
- Графика: Дзюнъя Иноуэ, Михоко Судох, Отокадзу Эда, Юхко Татака, Синго Исикава, Микио Ямагути, Куми Каяма, Нобору Инамото, Масаюки Осуми, Тору Иватаки
- Аниматоры: Хироми Мацусита, Studio Live
- Цифровая анимация: Мики Хигути, Муцуо Данки, Хироко Кояно, Маюми Онодэра
- Музыка: Сэйити Сакураи
- Звуковые эффекты: Ёситацу Сакай
- Программирование: Хироюки Фудзимото
- Озвучивание:
  - Котоно Мицуиси: Сейлор Мун
  - Ая Хисакава: Сейлор Меркурий
  - Митиэ Томидзава: Сейлор Марс
  - Эми Синохара: Сейлор Юпитер
  - Рика Фуками: Сейлор Венера

## Pretty Soldier Sailor Moon: Another Story (Angel) 1995
Another Story — единственная ролевая игра, вышедшая под маркой «Сейлор Мун».
В бою комбинации некоторых сейлор воины (2 или 3) могут использовать «связанные техники», которые являются уникальными командными атаками с разными эффектами: атакующими, защитными или лечебными. EP (очки энергии) восстанавливаются после каждой битвы. Сюжет игры довольно прямолинеен. Играть можно за всех десятерых воинов в матросках. Но одновременно в команде может быть не более пяти персонажей. Существенную часть времени сюжет диктует, кем именно управляет игрок, в некоторых местах частично.
События игры происходят между третьей и четвёртой сюжетными арками сериала. История совмещает элементы из аниме и манги с собственными. Например, из аниме взят бросок розы Такседо Маском, а из манги использование Малышкой Святого Грааля, чтобы стать Супер Сейлор Малышкой. В ходе игры игрок также будет получать кусочки пазла для изображения воинов и Такседо Маска. Если пазл будет полностью собран, то в конце игры будет награда.
Игра не была официально выпущена за пределами Японии, но существуют фанатские переводы, в том числе на русский язык.
В Another Story злодейка по имени Апсу прибывает из XXX века. Она собрала команду девушек в Кристальном Токио и приказала им изменить прошлое, чтобы изменить будущее по её желанию, ну а главной целью было получение Серебряного кристалла. Её последователи зовутся «Оппозитио Сэнси», и они преуспели в изменении судеб противников воинов из первых трёх сюжетных арок, вернув побеждённых злодеев к жизни.
Следуя советам призраков четырёх ситэнно, воины начинают разыскивать Барадзуисё (Кристалл розы), камень Такседо Маска (в игре он заменяет Золотой кристалл), чтобы поменять судьбу Сейлор Мун обратно и спасти Кристальный Токио. Локации в игре включают многие знакомые по серии места, такие как дом Усаги, её школа, храм Хикава и игровой центр «Корона». За пределами Токио можно побывать в Серебряном Тысячелетии, Кристальном Токио и даже на летающей тарелке клана Чёрной Луны. Кроме того, воины посещают и новые места, такие как Непал, Канаду, деревню, спрятанную под ледником в Швейцарии, и Турцию. Можно также оказаться в земном королевстве, существовавшим во времена Серебряного Тысячелетия. В игре есть два возможных конца истории. Если игрок проигрывает последнему боссу, Малышка и остальные воины будут сражаться с намного более слабой его копией и игрок получит «плохой» конец.

### Новые персонажи

Левая страница: Апсу, Аншар. Правая страница: верхний ряд: Кишар, Син, Набу. Нижний ряд: Иштар, Мардук, Нергал

Злодеи в Another Story носят имена в честь вавилонских богов, соответствующих по стихии и астрологическому символизму сейлор воинам.
- Шаман Апсу — главная злодейка игры, носящая имя в честь изначального существа вавилонского мифа творения. Апсу старается переписать историю и стереть легенду о Сейлор Мун навсегда, что позволит ей править реальностью. Превращается в свою вторую форму «Deity of Destruction» и использует атаку «Конец века» (фр. Fin de Siècle).
- Аншар — младший брат Син, которого та старается защищать во что бы то ни стало. Носит имя в честь бога неба, Аншар и Син играют важную роль в общем сюжете, особенно когда Аншар сдруживается с Малышкой.
- Кишар — питомец Аншара. Что он представляет собой на самом деле — неизвестно. У него имеется две формы: обычная милая и большая мощная форма, в которой он сражается в битвах. Назван в честь сестры и жены бога неба
- Оппозитио Сэнси — группа допельгангеров из XXX века, все нанятые Апсу и получившие силы, соответствующие их противникам. У каждой девушки были свои мотивы присоединиться, но в конечном счёте все они оказались пешками в руках Апсу. Оппозитио (лат. Oppositio) — латинское слово, означающее «противоположность».
  - Син — противоположная версия Сейлор Мун, носящая имя в честь бога луны. Син винит неокоролеву Серенити (Сейлор Мун) за то, что она позволила её родителям погибнуть во время вторжения Чёрной Луны. Син использует «Адскую атаку».
  - Набу — противоположная Сейлор Меркурий, носящая имя бога мудрости. Атакует с помощью «Адской заморозки».
  - Иштар — противоположность Сейлор Венеры. Носит имя в честь богини плодородия. Атакует с помощью «Адского душа».
  - Мардук — противоположность Сейлор Юпитер. Носит имя короля богов. Она атакует используя «Адский гром».
  - Нергал — противоположная Сейлор Марс. Носит имя в честь бога огня. Она атакует с помощью «Адской огненной птицы».

### Изменения и ошибки
- Камень на посохе Сейлор Плутон в пазле зелёного цвета, и серебряный в спрайте героини, хотя в оригинале он пурпурный.
- Грааль присутствует, даже несмотря на то, что нет всех восьми воинов (что требуется по манге) и если был уже разбит (по аниме).
- Барадзуисё заменяет Золотой кристалл, так как последний на момент выхода игры ещё не появлялся в сюжете других произведений.
- Сейлор Плутон может останавливать время, не выпадая в разлом пространства.
- Воины используют атаки и из аниме и из манги. Например, Венера может использовать и Душ лучей полумесяца и мерцающий цепной меч.

### Озвучивание
- Котоно Мицуиси: Сейлор Мун
- Ая Хисакава: Сейлор Меркурий
- Митиэ Томидзава: Сейлор Марс
- Эми Синохара: Сейлор Юпитер
- Рика Фуками: Сейлор Венера
- Каэ Араки: Сейлор Малышка
- Мэгуми Огата: Сейлор Уран
- Масако Кацуки: Сейлор Нептун
- Тиёко Кавасима: Сейлор Плутон
- Юко Минагути: Сейлор Сатурн

## Bishoujo Senshi Sailor Moon SuperS — Zenin Sanka!! Shuyaku Soudatsusen (Super Famicom) 1996
Bishoujo Senshi Sailor Moon SuperS — Zenin Sanka!! Shuyaku Soudatsusen — двухмерный файтинг для Super Famicom, основанный на четвёртом сезоне Sailormoon SuperS. В режиме прохождения сюжета доступны пять внутренних воинов и Малышка. В режиме двух игроков (против другого игрока и против компьютера) доступны все 10 воинов. Также имеются режимы турнира и тренировки.

## Sailor Moon SuperS Shin Shuyaku Soudatsusen (Playstation/Sega Saturn) 1996
Sailor Moon SuperS Shin Shuyaku Soudatsusen — двухмерный файтинг для Playstation и Sega Saturn.

## Quiz Bishoujo Senshi Sailor Moon (Gazelle/Banpresto) 1997
Quiz Bishoujo Senshi Sailor Moon — Chiryoku Tairyoku Toki no Un — игра-викторина, разработанная Gazelle (одним из ответвлений разработчика шутеров Toaplan) и выпущенная Banpresto в 1997 году. Она основана на третьей арке Sailor Moon S.